# Folsomia bisetosa
Folsomia bisetosa är en urinsektsart som beskrevs av Hermann Gisin 1953. Folsomia bisetosa ingår i släktet Folsomia och familjen Isotomidae. Arten är reproducerande i Sverige. Inga underarter finns listade i Catalogue of Life.